# 2019年德州教堂槍擊案
2019年12月29日，美國得克薩斯州沃斯堡市白居区（White Settlement）的West Freeway基督教堂發生一起槍擊事件，造成2人死亡，凶手被持枪信众击毙。

## 事件經過
美國中部時間上午11時50分，凶手在West Freeway基督教堂的周日礼拜中开火射伤1人，随即被2名持枪的教会成员（同时任教堂安保）反击并进入交火过程。交火中1名教会安保和凶犯皆中弹。中弹2名信众和凶手在送医后死亡。由于教堂录像实时在线直播，过程片段很快在网上疯传。
警方赞扬了教会持枪安保信众，称若非他们，此案或称为一个大屠杀。先前在2019年，德州埃尔帕索发生沃尔玛超市袭击案造成22死24伤。2017年，德州索塞蘭泉第一浸信会教堂也发生了枪击案造成26人死亡。

## 另見
- 美国的大规模枪击事件